# Cupido korion
Cupido korion är en fjärilsart som beskrevs av Druce och Baker 1893. Cupido korion ingår i släktet Cupido och familjen juvelvingar. Inga underarter finns listade i Catalogue of Life.